# Thomas E. Dalton
Thomas Edgar Dalton (* 5. Mai 1864 in Waddington, New York; † nach 1906) war ein US-amerikanischer Pädagoge und Politiker (Demokratische Partei).

## Werdegang
Thomas Edgar Dalton, Sohn von John Dalton (1819–1906) und seiner Ehefrau Margaret (1822–1912; Geburtsname: Monihon), wurde 1864 während des Bürgerkrieges im St. Lawrence County geboren und wuchs dort auf. Sein Vater wurde in Irland geboren. Er kam in die Vereinigten Staaten, als er noch sehr jung war. Die Familie Dalton ließ sich auf einer Farm in der Nähe von Waddington (St. Lawrence County) nieder. Sein Vater heiratete 1857 seine Mutter. Thomas Edgar Dalton hatte fünf Geschwister. Er besuchte die lokalen Schulen. Danach ging er auf die St. Lawrence University, wo er 1887 seinen Bachelor of Science machte. Im Anschluss zog er in das Arizona-Territorium, um eine Anstellung als Principal an der öffentlichen Schule in Phoenix (Maricopa County) anzutreten. Dalton bekleidete den Posten fünf Jahre lang bis zu seinem Rücktritt 1893. Während seiner Amtszeit wurden zwei Schulgebäude errichtet.
Danach ging er bis 1895 Immobilien- und Versicherungsgeschäften nach. Im Anschluss gründete er zusammen mit zwei Partnern die Phoenix Stationery and News Company, von welcher er Präsident wurde.
1894 kandidierte er erfolglos für die Arizona Legislature. Am 11. Mai 1896 ernannte ihn der Gouverneur vom Arizona-Territorium Benjamin Joseph Franklin zum Superintendent of Public Instruction vom Arizona-Territorium. Er bekleidete den Posten bis zu seinem Rücktritt am 2. März 1897.